# Dark Messiah
Dark Messiah (en Europa llançat com a Hellnight) és un videojoc japonès de survival horror en primera persona desenvolupat per Dennou Eizou Seisakusho per a la PlayStation el 1998. Fou publicat al Japó (per Atlus) i a algunes parts d'Europa (incloent el Regne Unit). Fou traduït a l'anglès per Konami. Era un dels pocs videojocs del gènere de l'època amb gràfics en temps real.
En el videojoc no es dispara, sinó que es fuig d'una amenaça. El protagonista és un treballador assalariat que és molestat per unes persones que parlen d'un messies obscur quan tornava a casa de la feina. El protagonista pretén desfer-se d'ells pujant al tren. El tren xoca i moren tots excepte el protagonista i una col·legiala, Naomi Sugiura. Un humanoide és enfrontat per uns policies, els quals acaben derrotats. Aleshores el protagonista i Naomi comencen a fugir al que pareix una entrada de clavegueram que resulta un complex militar. Durant el joc es clica a objectes ressaltats i es resolen trencaclosques.
A jeuxvideo.com el criticà com un videojoc justet per a gaudir-lo. A Hardcore Gaming 101 van traure una conclusió similar.